# 1822 Waterman
1822 Waterman је астероид главног астероидног појаса са средњом удаљеношћу од Сунца која износи 2,170 астрономских јединица (АЈ).
Апсолутна магнитуда астероида је 13,6.